# Need for Speed: Shift
Need for Speed: Shift — відеогра, тринадцята за рахунком в серії Need for Speed, що вийшла у вересні 2009 року. Гра розроблена англійською компанією Slightly Mad Studios і видана Electronic Arts.

## Розробка
Після провалу Need for Speed: Undercover студія «Electronic Arts Black Box», відповідальна за розробку гри, була закрита і розробка нової гри в серії була доручена компанії Slightly Mad Studios, частина співробітників якої до цього працювали над автосимулятором GT Legends і GTR 2. Офіційний анонс відбувся 4 березня 2009 року.
Відповідно до заяв розробників, особлива увага при розробці було приділятися управління, поведінці автомобілів, і самого водія. Творці гри зробили акцент на симуляторну частину, в грі нова система упорскування закису азоту, яку можна буде гнучко регулювати, налаштування «поведінки» й потужності автомобіля стали набагато детальніші, ніж раніше. Доступний вибір аеродинамічних компонентів, шин і гальм, диференціала, а також налаштування коробки передач до участі в перегонах.
- 21 вересня 2009 була випущена демоверсія гри для персональних комп'ютерів. 9 жовтня 2009 гра стала доступна в магазині цифрової дистрибуції Steam. 16 жовтня 2009 року компанія Electronic Arts оголосила деякі подробиці виходу гри на iPhone: у грі буде близько 20 машин і 28 трас.
- 23 листопада 2009 компанія Electronic Arts анонсувала вихід нового доповнення до гри під назвою Team Racing. Спочатку було заявлено, що воно з'явиться тільки на Sony PlayStation 3 і XBox 360 , однак 2 грудня на офіційному сайті Need for Speed з'явилося повідомлення про випуск патча Team Racing для персональних комп'ютерів. Відмінною особливістю цього Розширення стало додавання в гру командного режиму. Гравці отримали можливість об'єднуватися у групи до 6 гравців. Крім того, в гру було додано ряд автомобілів:
  - 1967 Chevrolet Corvette Stingray 427
  - 1967 Shelby GT 500
  - 1969 Dodge Charger
  - 1971 Dodge Challenger R/T
  - 1998 Toyota Supra Mark IV.

На Xbox 360 доповнення вийшло 1 грудня, а на PlayStation 3 — 3 грудня.
- 16 лютого 2010 рік а для Xbox 360 вийшло доповнення Ferrari DLC, яке додало в гру деякі автомобілі марки Ferrari:
  - 1996 Ferrari F50 GT
  - 2005 Ferrari F430 Spider
  - 2005 Ferrari FXX
  - 2005 Ferrari Superamerica
  - 2006 Ferrari 599 GTB Fiorano
  - 2006 Ferrari F430 Challenge
  - 2006 Ferrari F430 GTC
  - 2007 Ferrari 430 Scuderia
  - 2008 Ferrari California
  - 2008 Ferrari 16M Scuderia Spider
- 10 березня Electronic Arts анонсувала вихід нового доповнення до гри — Exotic Racing Series. Воно буде доступно лише користувачам консолей Sony PlayStation 3 та XBox 360 і включатиме в себе 7 автомобілів і 1 новий трек:
  - Alfa Romeo 8C Competizione
  - BMW M1 Procar
  - Gumpert Apollo
  - Honda NSX
  - McLaren MP4-12C
  - Maserati Gran Turismo S
  - Mercedes-Benz SLR McLaren Stirling Moss
  - трек Riviera

Доповнення було платним: вон коштувало 10 $ або 800 MS points для користувачів XBox 360. Дата виходу доповнення — 18 березня.

## Сюжет
Спочатку гравець проїжджає пробний трек на BMW M3, потім заробляє свій перший капітал на першому заїзді (1 місце-40000 $, 2 місце-12000 $, 3 місце-8000 $), потім гравець повинен пройти 4 рівня, в яких є гонки, різних типів. Є іноді обмеження, наприклад в турнірі Європейських машин можуть брати участь тільки Європейські машини. У багатьох турнірах є свої лідери. Коли гравець отримує потрібну кількість зірочок для 5 рівня, він зможе взяти участь в Світовому турнірі NFS Live. Перемігши, він отримає BMW M3 на якій був перший пробний трек.

## Ігровий процес
Крім багатокористувацького режиму, гра містить «класичний» режим кар'єри, розрахований на одного гравця. У ньому знайшлося місце не тільки набору з різних типів змагань, а й спецзавдання, які гонщик отримує під час заїзду: наприклад, гравця можуть змусити обігнати якусь із машин на трасі. Є й накопичення грошей з метою купити нове авто — при цьому кращі боліди з'являються лише в другій половині. Гра в режимі кар'єри і по мережі складалася як із знаменитих реалістичних трас серії Гран-прі, так і з придуманих розробниками міських маршрутів.
У Need For Speed: Shift є всього 16 типів гонок, включаючи дрифтинг, який є одним з ключових компонентів в режимі кар'єри. Ще однією ключовою особливістю Need For Speed: Shift буде вид з кабіни, властивий таким симуляторам, як GTR 2. В оригінальній серії Need for Speed вид з кабіни гонщика останній раз був реалізований в Need for Speed: Porsche Unleashed. При вигляді з кабіни гравець може нахиляти голову, виглядати з вікна і вдивлятися в дзеркала бічного і заднього виду.

### Тюнінг
Автомобільний тюнінг — одна з важливих особливостей усієї серії Need for Speed, що дозволяє надати індивідуальні штрихи автомобілю гравця. Характеристики автомобіля можна буде змінювати як за допомогою кузовних робіт, так і за допомогою установки комплектів запчастин і заміни окремих деталей.

### Траси
У Need for Speed: Shift 50 унікальних схем для 19 трас, включаючи реально існуючі треки і вигадані кільцеві траси. Нижче представлений список трас.
| Америка | Європа                                                                                | Японія                                                          |
| --- | ------------------------------------------------------------------------------------- | --------------------------------------------------------------- |
| - Alpental - Ambush Canyon - Dakota - Glendale - Hazyview - Лагуна Сека - Miytomi - Road America - Rustle Creek - Willow Springs | - Брендс-Хетч - Донінгтон Парк - Лондон - Нюрбургрінг - Сільверстоун - Спа-Франкоршам | - Autopolis International Racing Course - Токіо - Ebisu Circuit |

### Автомобілі
|        | Японія | Америка | Європа |
| ------ | --- | --- | --- |
| 1-клас | - Honda Civic Si (2006) - Honda S2000 (1999) - Infiniti G35 Coupe (2003) - Mazda MX-5 (2005) - Mazda RX-8 (2003) - Nissan 200SX (S14) (1996) - Nissan 240SX (S13) (1989) - Nissan Skyline 2000GT-R (1969) - Toyota Corolla GT-S (AE86) (1983)                                        | - Chevrolet Cobalt SS (2005) - Scion tC (2004) | - Audi TT 3.2 quattro (2006) - BMW 135i Coupé (2007) - Ford Escort RS Cosworth (1992) - Ford Focus ST (2006) - Renault Megane RS (2004) - SEAT Leon Cupra (2005) - Volkswagen Golf GTI (2004) - Volkswagen Scirocco (2005) |
| 2-клас | - Acura NSX (1997) - Mazda RX-7 (1992) - Mitsubishi Lancer Evolution IX MR (2005) - Mitsubishi Lancer Evolution X (2007) - Nissan 350Z (2002) - Nissan 370Z (2008) - Nissan Silvia S15 (1999) - Nissan Skyline GT-R R34 (1999) - Subaru Impreza WRX STI (2006) - Toyota Supra (1998) | - Chevrolet Camaro SS (2010) - Chevrolet Corvette Stingray 427 (1967) - Dodge Challenger Concept (2006) - Dodge Challenger R/T (1971) - Dodge Charger R/T (1969) - Ford Shelby GT500 (2010) - Shelby GT500 (1967) - Shelby Terlingua Team Need For Speed (2007) | - Audi RS4 (2008) - Audi S3 (2008) - Audi S4 (2008) - BMW M3 E46 (2003) - BMW M3 E92 (2008) - BMW Z4 M Coupe (2006) - Ferrari California (2008) - Lotus Elise 111R (2002) - Porsche Cayman S (2006) |
| 3-клас | - Nissan GT-R (R35) (2007) - Nissan GT-R SpecV (R35) (2009) | - Chevrolet Corvette Z06 (2006) - Dodge Viper SRT-10 (2008) - Falken Tire Ford Mustang GT (2010) - Ford GT (2003) | - Alfa Romeo 8C Competizione (2007) - Aston Martin DB9 (2004) - Aston Martin V8 Vantage N400 (2005) - Audi R8 4.2 FSI quattro (2006) - Ferrari 575 Superamerica (2005) - Ferrari 599 GTB Fiorano (2006) - Ferrari F430 Spider (2005) - Ferrari F430 Scuderia (2007) - Ferrari F430 Scuderia Spider 16M (2008) - Lamborghini Gallardo LP560-4 (2009) - Lamborghini Murcielago LP640 (2006) - Lotus Exige S (2005) - Maserati GranTurismo S (2008) - Mercedes-Benz SL65 AMG (2004) - Porsche 911 GT2 (2008) - Porsche 911 GT3 RS (2006) |
| 4-клас | - Lexus LF-A Concept (2010) | | - BMW M1 Procar (1979) - Bugatti Veyron 16.4 (2005) - Ferrari F50 GT (1996) - Ferrari FXX (2005) - Gumpert Apollo (2005) - Koenigsegg CCX (2006) - Lamborghini Reventon (2009) - McLaren F1 (1994) - McLaren MP4-12C (2011) - Mercedes-Benz SLR McLaren 722 Edition (2006) - Mercedes-Benz SLR McLaren Stirling Moss (2009) - Pagani Zonda F (2005) - Pagani Zonda R (2009) - Porsche Carrera GT (2004) |
| 5-клас | | | - Aston Martin DBR9 (2005) - Audi R8 LMS (2009) - BMW M3 GT2 (2009) - Ferrari F430 Challenge (2005) - Ferrari F430 GTC (2006) - Maserati MC12 (2005) - Porsche 911 GT3 RSR (2009) |

Крім того, в додаток Team Racing були додані автомобілі:
- 1967 Chevrolet Corvette Stingray 427
- 1967 Shelby GT 500
- 1969 Dodge Charger
- 1971 Dodge Challenger R/T
- 1998 Toyota Supra Mark IV.

Доповнення Ferrari DLC для Xbox 360 додає також автомобілі Ferrari:
- 1996 Ferrari F50 GT
- 2005 Ferrari F430 Spider
- 2005 Ferrari FXX
- 2005 Ferrari Superamerica
- 2006 Ferrari 599 GTB Fiorano
- 2006 Ferrari F430 Challenge (лише для онлайн гри або швидкого заїзду)
- 2006 Ferrari F430 GTC (лише для онлайн гри або швидкого заїзду)
- 2007 Ferrari 430 Scuderia
- 2008 Ferrari California
- 2008 Ferrari 16M Scuderia Spider

Доповнення Exotic Racing Series Pack для Xbox 360 і PlayStation 3 додає наступні 7 екзотичних автомобілів:
- Alfa Romeo 8C Competizione
- BMW M1 Procar
- GUMPERT apollo
- Honda NSX
- McLaren MP4-12C
- Maserati GranTurismo S
- Mercedes-Benz SLR McLaren Stirling Moss

## Саундтреки
{{tracklist
| collapsed       = 
| headline        = Музика з гри 
| extra_column    = Виконавець
| title1          = Kalemba (Wegue-Wegue)
| note1           = feat. Pongolove
| extra1          = Buraka Som Sistema
| title2          = Pieces
| note2           = feat. Plan B
| extra2          = Chase & Status
| title3          = Ghosts N Stuff
| note3           = 
| extra3          = Deadmau5
| title4          = Anything 'Cept the Truth
| note4           = 
| extra4          = Eagles of Death Metal
| title5          = Insight (The Nextmen Remix)
| note5           = feat. Asheru
| extra5          = Fort Knox 5
| title6          = I Dread the Night
| note6           = 
| extra6          = Gallows
| title7          = This Time We Stand
| note7           = 
| extra7          = In Case of Fire
| title8          = Pull Up
| note8           = 
| extra8          = Jamal
| title9          = Paranoid (Part 2)
| note9           = 
| extra9          = Kanye West
| title10         = Underdog
| note10          = 
| extra10         = Kasabian
| title12         = Te Convierto
| note12          = 
| extra12         = Mala Rodriguez
| title13         = Mean Street
| note13          = 
| extra13         = Mando Diao
| title14         = Click Click
| note14          = feat. E-40
| extra14         = MSTRKRFT
| title15         = Whachadoin?
| note15          = feat. Spank Rock, M.I.A., Santigold, and Nick Zinner
| extra15         = N.A.S.A.
| title18         = Transmitter
| note18          = 
| extra18         = Regular John
| title19         = Under Control
| note19          = 
| extra19         = Rootbeer
| title20         = Electro411 (Lies in Disguise Mix)
| note20          = 
| extra20         = Shinichi Osawa
| title21         = Baditude
| note21          = 
| extra21         = Spoon Harris & Obernik
| title11         = The Streets are Ours
| note11          = 
| extra11         = The King Blues
| title16         = Run With the Wolves
| note16          = 
| extra16         = The Prodigy
| title17         = Lost Weekend
| note17          = feat. Mike Patton
| extra17         = The Qemists
| title22         = Dogonim
| note22          = 
| extra22         = Tokio & Друга Ріка
| title23         = Oh What Have You Done
| note23          = 
| extra23         = Twisted Wheel
| title24         = High Life
| note24          = feat. Sway
| extra24         = Two Fingers